# Relleu al carrer Messeguer
El Relleu al carrer Messeguer és una obra d'Horta de Sant Joan (Terra Alta) inclosa a l'Inventari del Patrimoni Arquitectònic de Catalunya.

## Descripció
És un carreu de baix relleu rectangular que forma part del mur de façana de l'edificis situat a la part baixa del carrer Perot. Està situat més o menys a una alçada aproximada de 1,70m. Suposem que antigament es troba arrebossat i no queda vist al pas del vianant. Sembla presentar tres imatges-figures a sota d'unes arcuacions lobulades en forma de capelleta, separades per una columna. La figura central sembla tenir ales, per tant podria tractar-se d'un àngel o de l'esperit Sant (?). La figura de l'esquerra no ofereix cap element representatiu i l'element de la dreta està arrencat.

## Història
No es té constància que en cap guia local es faci referència a aquest element. Es tracta d'una zona propera a l'antic castell i del nucli més primitiu i el d'Horta. És probable que aquesta peça hagués estat reaprofitada d'un element ornamental del castell.